# 上野泰 (俳人)
上野 泰（うえの やすし、大正7年（1918年） -　昭和48年（1973年）2月21日）は、日本の俳人。妻の上野章子は高浜虚子の六女である。

## 略歴
横浜市の出身。立教大学経済学部卒業。昭和17年（1942年）、高浜虚子の六女・章子と結婚した。出征、復員の後、小諸に疎開中の虚子から俳句を学び、戦後の『ホトトギス』の新人として、野見山朱鳥と並び賞された。虚子から「泰の句に接すると世の中の角度が変わって現れてくる。」と評され、「新感覚派と呼んだらどんなものであろう。」と評された。家業の運送業の経営に加わりながら、昭和26年（1951年）『春潮』を主宰した。昭和48年（1973年）2月21日、癌のために急逝した。

## 代表句
- 「春眠の身の閂を皆外し」
- 「ふらここの宙を二つに割り遊ぶ」
- 「干足袋の天駆けらんとしてゐたり」
- 「海女として鉄道員の妻として」

## 句集
- 『佐介』（書林新甲鳥・1950年）
- 『春潮』（花鳥堂・1955年）
- 花神コレクション『俳句』（花神社・1994年）
- 『一と月一句 上野泰 章子秀句』（三信図書・1996年）